# KATANA
「KATANA」（カタナ）は、日本のバンドDEPAPEPEの6枚目のシングルである。2009年4月22日発売。発売元はSME Records。

## 概要
- カップリングにSOUL'd OUTのDiggy-MO'が参加している。

## 収録曲
1. KATANA(3:35)
作曲・編曲:DEPAPEPE
2. KATANA staging Diggy-MO'(3:32)
作詞:Diggy-MO'、作曲・編曲:DEPAPEPE
3. HighRock!!(3:20)
作曲・編曲:DEPAPEPE
4. 雨音(3:07)
作曲・編曲:DEPAPEPE

## 収録アルバム

### KATANA
- オリジナル『Do!』（2009年6月3日）

### HighRock!!
- オリジナル『Do!』（2009年6月3日）

## タイアップ
- KATANA：カタナゴルフ「スナイパーX」CMソング/中国銀行CMソング